# Silicon Valley Classic
Silicon Valley Classic, oficiálně Mubadala Silicon Valley Classic, byl profesionální tenisový turnaj žen každoročně hraný v kalifornském San José založený v roce 1971. Na okruhu WTA Tour v letech 2021–2022 probíhal v nově založené kategorie WTA 500, která nahradila kategorii Premier 700, do níž turnaj od roku 2009 patřil. V srpnovém termínu představoval přípravu na závěrečný grandslam roku US Open, jakožto úvodní ženská událost letního okruhu na amerických betonech US Open Series. Dějištěm se stal kampus Státní univerzity v San José, s otevřenými dvorci opatřenými tvrdým povrchem DecoTurf.
Silicon Valley Classic byl nejstarším výlučně ženským profesionálním tenisovým turnajem v rámci okruhu WTA Tour. Generálním partnerem se v roce 2018 stala strategická investiční skupina Mubadala Investment Company, se sídlem v Abú Zabí. Vlastníkem byla společnost IMG.
V roce 2023 se turnaj sloučil s washingtonským Citi Open, který převzal jeho kategorii WTA 500.

## Historie
Ženský turnaj vznikl roku 1971 jako British Motor Cars Invitation v rámci okruhu Virginia Slims, jenž se v sezóně 1971 stal součástí premiérového ročníku okruhu WTA Tour. Turnaj byl rozehrán 4. ledna 1971 jako úvodní událost z 24členného kalendáře a stal se tak nejstarší akcí WTA Tour vůbec. Dotace činila 15 200 dolarů; do dvouhry nastoupilo šestnáct singlistek a čtyřhry se účastnilo osm párů. Vítězkou se stala iniciátorka založení Ženské tenisové asociace (WTA), Američanka Billie Jean Kingová.
V letech 1974–1977 byl známý pod názvem Virginia Slims of San Francisco, když se odehrával v San Franciscu. Po jednoleté přestávce se v sezóně 1979 přestěhoval do Oaklandu, v němž působil až do roku 1996. Následné období 1997–2017 probíhal v Taube Tennis Center, součásti kampusu Stanfordovy univerzity kalifornského Stanfordu. V roce 1992 se na dvacet pět let stal hlavním sponzorem bankovní dům Bank of the West ze skupiny BNP Paribas.
V sezóně 2018 se turnaj v rámci Kalifornie přestěhoval ze Stanfordu do San José, kde zakotvil v kampusu státní univerzity. Došlo také ke změně generálního partnera, jímž se stala investiční skupina Mubadala Investment Company, se sídlem v Abú Zabí.
Nejvyšší počet pěti singlových titulů vyhrála Martina Navrátilová, která triumfovala v letech 1979, 1980, 1988, 1991 a 1993. Nejvíce deblových trofejí si připsala Lindsay Davenportová, když zvítězila šestkrát v sezónách 1994, 1996–1999 a 2010. Do dvouhry nastupovalo dvacet osm žen a čtyřhry se účastnilo šestnáct párů.
Držitelem vysílacích práv byla americká stanice ESPN, která přenosy zprostředkovávala na druhém a třetím programu.

## Přehled finále

### Dvouhra
| Rok  | vítězka                           | finalistka                        | výsledek                          |
| ---- | --------------------------------- | --------------------------------- | --------------------------------- |
| 1971 | Billie Jean Kingová               | Rosemary Casalsová                | 6–3, 6–4                          |
| 1972 | Billie Jean Kingová (2)           | Kerry Melvilleová                 | 7–6(5–0), 7–6(5–2)                |
| 1973 | Margaret Courtová                 | Kerry Melvilleová                 | 6–3, 6–3                          |
| 1974 | Billie Jean Kingová (3)           | Chris Evertová                    | 7–6(5–2), 6–2                     |
| 1975 | Chris Evertová                    | Billie Jean Kingová               | 6–1, 6–1                          |
| 1976 | Chris Evertová (2)                | Evonne Goolagongová               | 7–5, 7–6(5–2)                     |
| 1977 | Sue Barkerová                     | Virginia Wadeová                  | 6–3, 6–4                          |
| 1978 | nekonal se                        | nekonal se                        | nekonal se                        |
| 1979 | Martina Navrátilová               | Chris Evertová                    | 7–5, 7–5                          |
| 1980 | Martina Navrátilová (2)           | Evonne Goolagongová               | 6–1, 7–6(7–4)                     |
| 1981 | Andrea Jaegerová                  | Virginia Wadeová                  | 6–3, 6–1                          |
| 1982 | Andrea Jaegerová (2)              | Chris Evertová                    | 7–6(7–5), 6–4                     |
| 1983 | Bettina Bungeová                  | Sylvia Haniková                   | 6–3, 6–3                          |
| 1984 | Hana Mandlíková                   | Martina Navrátilová               | 7–6(8–6), 3–6, 6–4                |
| 1985 | Hana Mandlíková (2)               | Chris Evertová                    | 6–2, 6–4                          |
| 1986 | Chris Evertová (3)                | Kathy Jordanová                   | 6–2, 6–4                          |
| 1987 | Zina Garrisonová                  | Sylvia Haniková                   | 7–5, 4–6, 6–3                     |
| 1988 | Martina Navrátilová (3)           | Larisa Savčenková                 | 6–1, 6–2                          |
| 1989 | Zina Garrisonová (2)              | Larisa Savčenková                 | 6–1, 6–1                          |
| 1990 | Monika Selešová                   | Martina Navrátilová               | 6–3, 7–6(7–5)                     |
| 1991 | Martina Navrátilová (4)           | Monika Selešová                   | 6–3, 3–6, 6–3                     |
| 1992 | Monika Selešová (2)               | Martina Navrátilová               | 6–3, 6–4                          |
| 1993 | Martina Navrátilová (5)           | Zina Garrisonová                  | 6–2, 7–6(7–1)                     |
| 1994 | Arantxa Sánchez Vicariová         | Martina Navrátilová               | 1–6, 7–6(7–5), 7–6(7–5)           |
| 1995 | Magdalena Malejevová              | Ai Sugijamová                     | 6–3, 6–4                          |
| 1996 | Martina Hingisová                 | Monika Selešová                   | 6–2, 6–0                          |
| 1997 | Martina Hingisová (2)             | Conchita Martínezová              | 6–0, 6–2                          |
| 1998 | Lindsay Davenportová              | Venus Williamsová                 | 6–4, 5–7, 6–4                     |
| 1999 | Lindsay Davenportová (2)          | Venus Williamsová                 | 7–6(7–1), 6–2                     |
| 2000 | Venus Williamsová                 | Lindsay Davenportová              | 6–1, 6–4                          |
| 2001 | Kim Clijstersová                  | Lindsay Davenportová              | 6–4, 6–7(5–7), 6–1                |
| 2002 | Venus Williamsová (2)             | Kim Clijstersová                  | 6–3, 6–3                          |
| 2003 | Kim Clijstersová (2)              | Jennifer Capriatiová              | 4–6, 6–4, 6–2                     |
| 2004 | Lindsay Davenportová (3)          | Venus Williamsová                 | 7–6(7–4), 5–7, 7–6(7–4)           |
| 2005 | Kim Clijstersová (3)              | Venus Williamsová                 | 7–5, 6–2                          |
| 2006 | Kim Clijstersová (4)              | Patty Schnyderová                 | 6–4, 6–2                          |
| 2007 | Anna Čakvetadzeová                | Sania Mirzaová                    | 6–3, 6–2                          |
| 2008 | Aleksandra Wozniaková             | Marion Bartoliová                 | 7–5, 6–3                          |
| 2009 | Marion Bartoliová                 | Venus Williamsová                 | 6–2, 5–7, 6–4                     |
| 2010 | Viktoria Azarenková               | Maria Šarapovová                  | 6–4, 6–1                          |
| 2011 | Serena Williamsová                | Marion Bartoliová                 | 7–5, 6–1                          |
| 2012 | Serena Williamsová (2)            | Coco Vandewegheová                | 7–5, 6–3                          |
| 2013 | Dominika Cibulková                | Agnieszka Radwańská               | 3–6, 6–4, 6–4                     |
| 2014 | Serena Williamsová (3)            | Angelique Kerberová               | 7–6(7–1), 6–3                     |
| 2015 | Angelique Kerberová               | Karolína Plíšková                 | 6–3, 5–7, 6–4                     |
| 2016 | Johanna Kontaová                  | Venus Williamsová                 | 7–5, 5–7, 6–2                     |
| 2017 | Madison Keysová                   | Coco Vandewegheová                | 7–6(7–4), 6–4                     |
| 2018 | Mihaela Buzărnescuová             | Maria Sakkariová                  | 6–1, 6–0                          |
| 2019 | Čeng Saj-saj                      | Aryna Sabalenková                 | 6–3, 7–6(7–3)                     |
| 2020 | zrušeno kvůli pandemii koronaviru | zrušeno kvůli pandemii koronaviru | zrušeno kvůli pandemii koronaviru |
| 2021 | Danielle Collinsová               | Darja Kasatkinová                 | 6–3, 6–7(10–12), 6–1              |
| 2022 | Darja Kasatkinová (2)             | Shelby Rogersová                  | 6–7(2–7), 6–1, 6–2                |

### Čtyřhra
| Rok  | vítězky                                        | finalistky                                           | výsledek                          |
| ---- | ---------------------------------------------- | ---------------------------------------------------- | --------------------------------- |
| 1971 | Rosemary Casalsová Billie Jean Kingová         | Françoise Dürrová Ann Haydonová-Jonesová             | 6–4, 6–7, 6–1                     |
| 1972 | Rosemary Casalsová (2) Virginia Wadeová        | Françoise Dürrová Judy Tegart Daltonová              | 6–3, 5–7, 6–2                     |
| 1973 | Margaret Courtová Lesley Huntová               | Wendy Overtonová Valerie Ziegenfussová               | 6–1, 7–5                          |
| 1974 | Chris Evertová Billie Jean Kingová             | Françoise Dürrová Betty Stöveová                     | 6–4, 6–2                          |
| 1975 | Chris Evertová (2) Billie Jean Kingová (2)     | Rosemary Casalsová Virginia Wadeová                  | 6–2, 7–5                          |
| 1976 | Billie Jean Kingová (3) Betty Stöveová         | Rosemary Casalsová Françoise Dürrová                 | 6–4, 6–1                          |
| 1977 | Kerry Reidová Greer Stevensová                 | Sue Barkerová Ann Kiyomurová                         | 6–3, 6–1                          |
| 1978 | nekonal se                                     | nekonal se                                           | nekonal se                        |
| 1979 | Rosemary Casalsová (3) Chris Evertová (3)      | Tracy Austinová Betty Stöveová                       | 3–6, 6–4, 6–3                     |
| 1980 | Sue Barkerová Ann Kiyomurová                   | Greer Stevensová Virginia Wadeová                    | 6–0, 6–4                          |
| 1981 | Rosemary Casalsová (4) Wendy Turnbullová       | Martina Navrátilová Virginia Wadeová                 | 6–1, 6–4                          |
| 1982 | Barbara Potterová Sharon Walshová              | Kathy Jordanová Pam Shriverová                       | 6–1, 3–6, 7–6(7–5)                |
| 1983 | Claudia Kohdeová-Kilschová Eva Pfaffová        | Rosemary Casalsová Wendy Turnbullová                 | 6–4, 4–6, 6–4                     |
| 1984 | Martina Navrátilová Pam Shriverová             | Rosemary Casalsová Alycia Moultonová                 | 6–2, 6–3                          |
| 1985 | Hana Mandlíková Wendy Turnbullová              | Rosalyn Fairbanková Candy Reynoldsová                | 4–6, 7–5, 6–1                     |
| 1986 | Hana Mandlíková (2) Wendy Turnbullová (3)      | Bonnie Gaduseková Helena Suková                      | 7–6(7–5), 6–1                     |
| 1987 | Hana Mandlíková (3) Wendy Turnbullová (4)      | Zina Garrisonová Gabriela Sabatini                   | 6–4, 7–6(7–4)                     |
| 1988 | Rosemary Casalsová (5) Martina Navrátilová (2) | Hana Mandlíková Jana Novotná                         | 6–4, 6–4                          |
| 1989 | Patty Fendicková Jill Hetheringtonová          | Larisa Savčenková Nataša Zverevová                   | 7–5, 3–6, 6–2                     |
| 1990 | Meredith McGrathová Anne Smithová              | Rosalyn Fairbanková Robin Whiteová                   | 2–6, 6–0, 6–4                     |
| 1991 | Patty Fendicková (2) Gigi Fernándezová         | Martina Navrátilová Pam Shriverová                   | 6–4, 7–5                          |
| 1992 | Gigi Fernándezová (2) Nataša Zverevová         | Rosalyn Fairbanková Gretchen Magersová               | 3–6, 6–2, 6–4                     |
| 1993 | Patty Fendicková (3) Meredith McGrathová (2)   | Amanda Coetzerová Inés Gorrochateguiová              | 6–2, 6–0                          |
| 1994 | Lindsay Davenportová Arantxa Sánchez Vicariová | Gigi Fernándezová Martina Navrátilová                | 7–5, 6–4                          |
| 1995 | Lori McNeilová Helena Suková                   | Katrina Adamsová Zina Garrison Jackson               | 3–6, 6–4, 6–3                     |
| 1996 | Lindsay Davenportová (2) Mary Joe Fernandezová | Irina Spîrleaová Nathalie Tauziatová                 | 6–1, 6–3                          |
| 1997 | Lindsay Davenportová (3) Martina Hingisová     | Conchita Martínezová Patricia Tarabiniová            | 6–1, 6–3                          |
| 1998 | Lindsay Davenportová (4) Nataša Zverevová (2)  | Larisa Neilandová Elena Tatarkovová                  | 6–4, 6–4                          |
| 1999 | Lindsay Davenportová (5) Corina Morariuová     | Anna Kurnikovová Jelena Lichovcevová                 | 6–4, 6–4                          |
| 2000 | Chanda Rubinová Sandrine Testudová             | Cara Blacková Amy Frazierová                         | 6–4, 6–4                          |
| 2001 | Janet Lee Wynne Prakusjaová                    | Nicole Arendtová Caroline Visová                     | 3–6, 6–3, 6–3                     |
| 2002 | Lisa Raymondová Rennae Stubbsová               | Janette Husárová Conchita Martínezová                | 6–1, 6–1                          |
| 2003 | Cara Blacková Lisa Raymondová (2)              | Čo Jun-džong Francesca Schiavoneová                  | 7–6(7–5), 6–1                     |
| 2004 | Eleni Daniilidou Nicole Prattová               | Iveta Benešová Claudine Schaulová                    | 6–2, 6–4                          |
| 2005 | Cara Blacková (2) Rennae Stubbsová (2)         | Jelena Lichovcevová Věra Zvonarevová                 | 6–3, 7–5                          |
| 2006 | Anna-Lena Grönefeldová Šachar Pe'erová         | Maria Elena Camerinová Gisela Dulková                | 6–1, 6–4                          |
| 2007 | Sania Mirzaová Šachar Pe'erová (2)             | Viktoria Azarenková Anna Čakvetadzeová               | 6–4, 7–6(7–5)                     |
| 2008 | Cara Blacková (3) Liezel Huberová              | Jelena Vesninová Věra Zvonarevová                    | 6–4, 6–3                          |
| 2009 | Serena Williamsová Venus Williamsová           | Čan Jung-žan Monica Niculescuová                     | 6–4, 6–1                          |
| 2010 | Lindsay Davenportová (6) Liezel Huberová (2)   | Čan Jung-žan Čeng Ťie                                | 7–5, 6–7(8–10), 10–8              |
| 2011 | Viktoria Azarenková Maria Kirilenková          | Liezel Huberová Lisa Raymondová                      | 6–1, 6–3                          |
| 2012 | Marina Erakovicová Heather Watsonová           | Jarmila Gajdošová Vania Kingová                      | 7–5, 7–6(9–7)                     |
| 2013 | Raquel Kops-Jonesová Abigail Spearsová         | Julia Görgesová Darija Juraková                      | 6–2, 7–6(7–4)                     |
| 2014 | Garbiñe Muguruzaová Carla Suárezová Navarrová  | Paula Kaniová Kateřina Siniaková                     | 6–2, 4–6, [10–5]                  |
| 2015 | Sü I-fan Čeng Saj-saj                          | Anabel Medina Garriguesová Arantxa Parra Santonjaová | 6–1, 6–3                          |
| 2016 | Raquel Atawová (2) Abigail Spearsová (2)       | Darija Juraková Anastasia Rodionovová                | 6–3, 6–4                          |
| 2017 | Abigail Spearsová (3) Coco Vandewegheová       | Alizé Cornetová Alicja Rosolská                      | 6–2, 6–3                          |
| 2018 | Latisha Chan Květa Peschkeová                  | Ljudmyla Kičenoková Nadija Kičenoková                | 6–4, 6–1                          |
| 2019 | Nicole Melicharová Květa Peschkeová (2)        | Šúko Aojamová Ena Šibaharaová                        | 6–4, 6–4                          |
| 2020 | zrušeno kvůli pandemii koronaviru              | zrušeno kvůli pandemii koronaviru                    | zrušeno kvůli pandemii koronaviru |
| 2021 | Darija Juraková Andreja Klepačová              | Gabriela Dabrowská Luisa Stefaniová                  | 6–1, 7–5                          |
| 2022 | Sü I-fan Jang Čao-süan                         | Šúko Aojamová Čan Chao-čching                        | 7–5, 6–0                          |

## Galerie

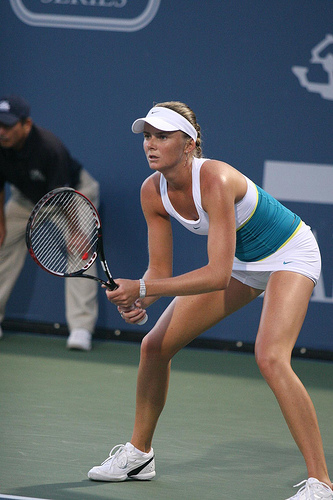
Daniela Hantuchová, 2007
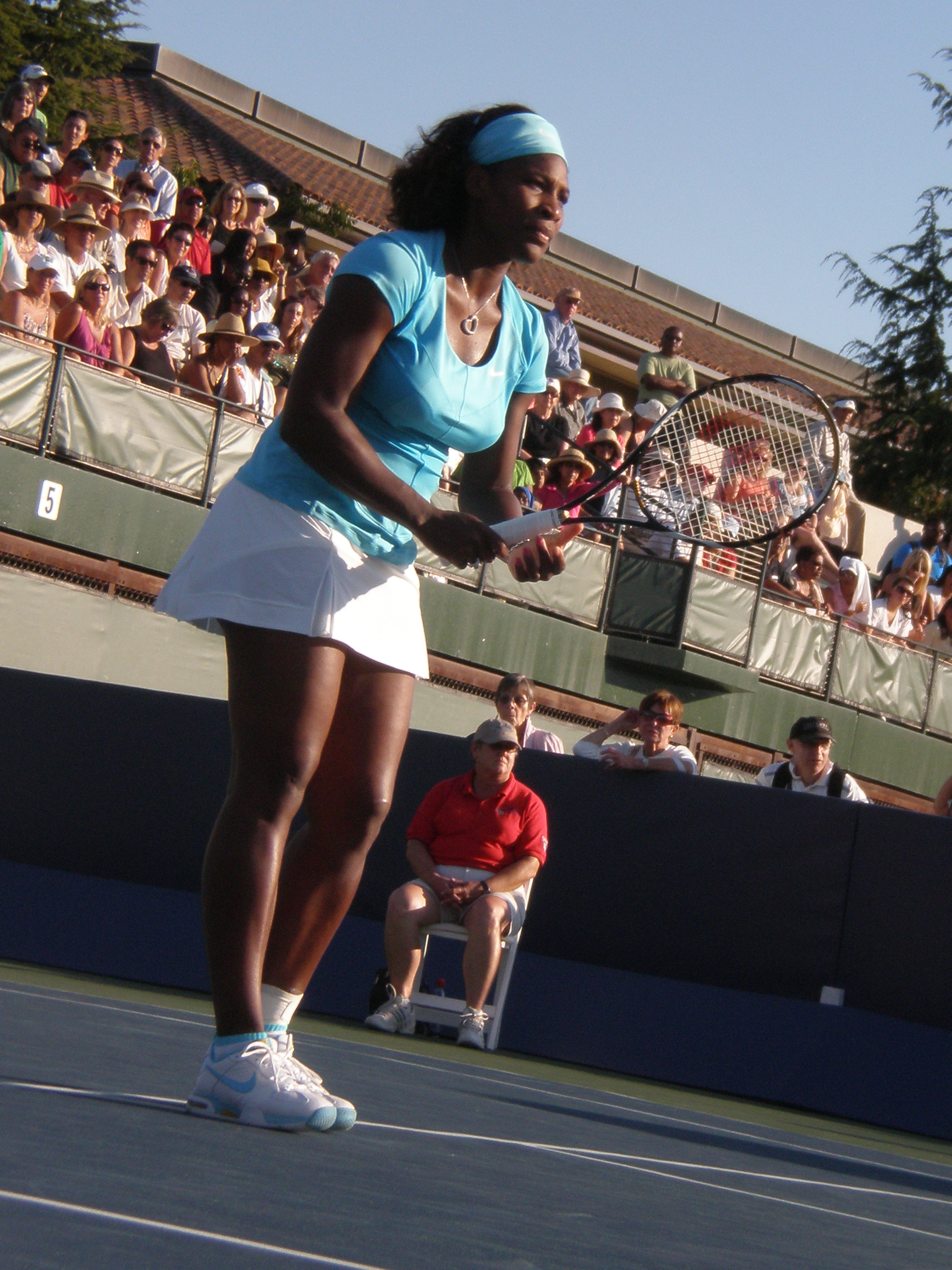
Serena Williamsová, 2009
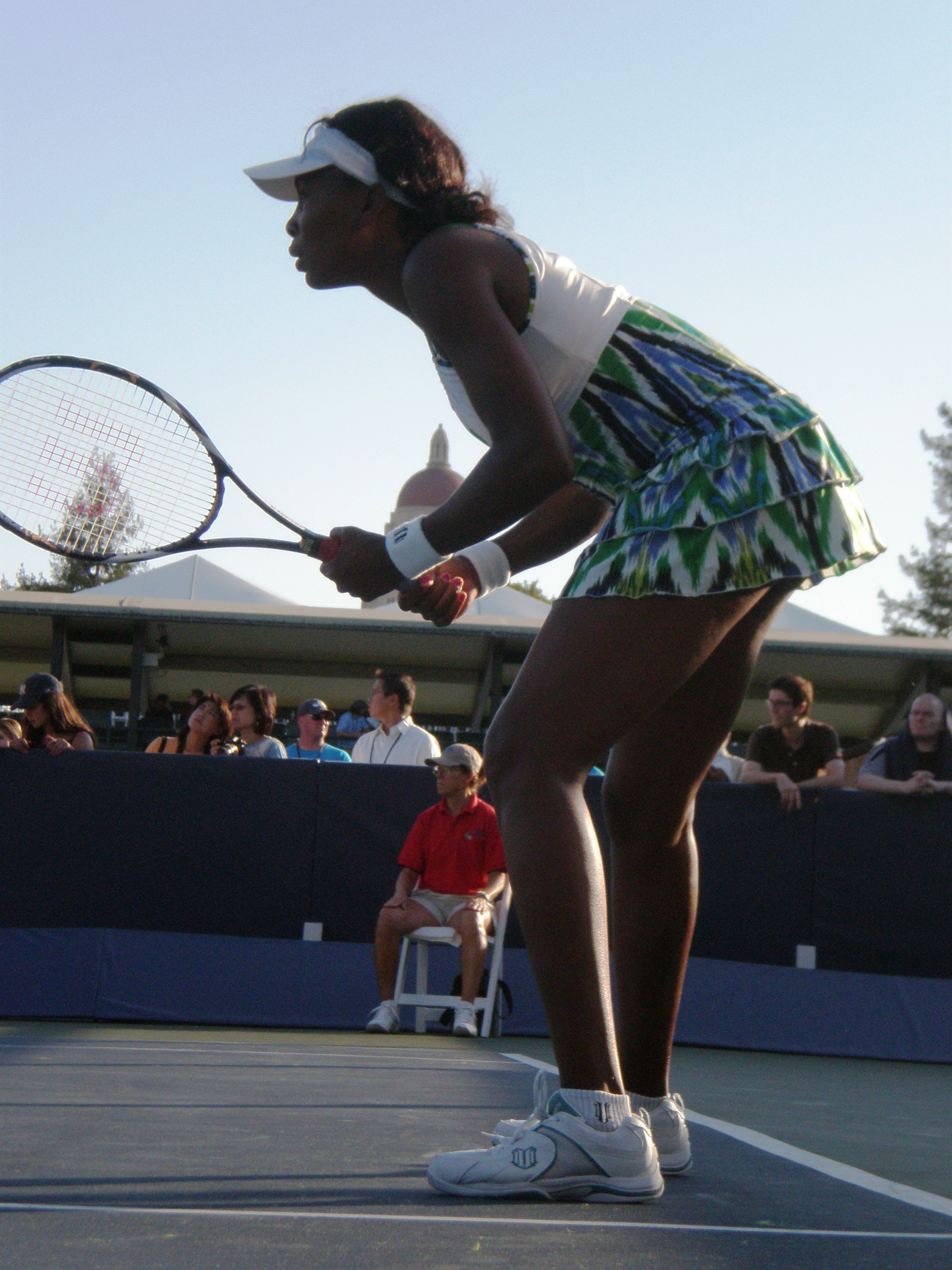
Venus Williamsová, 2009
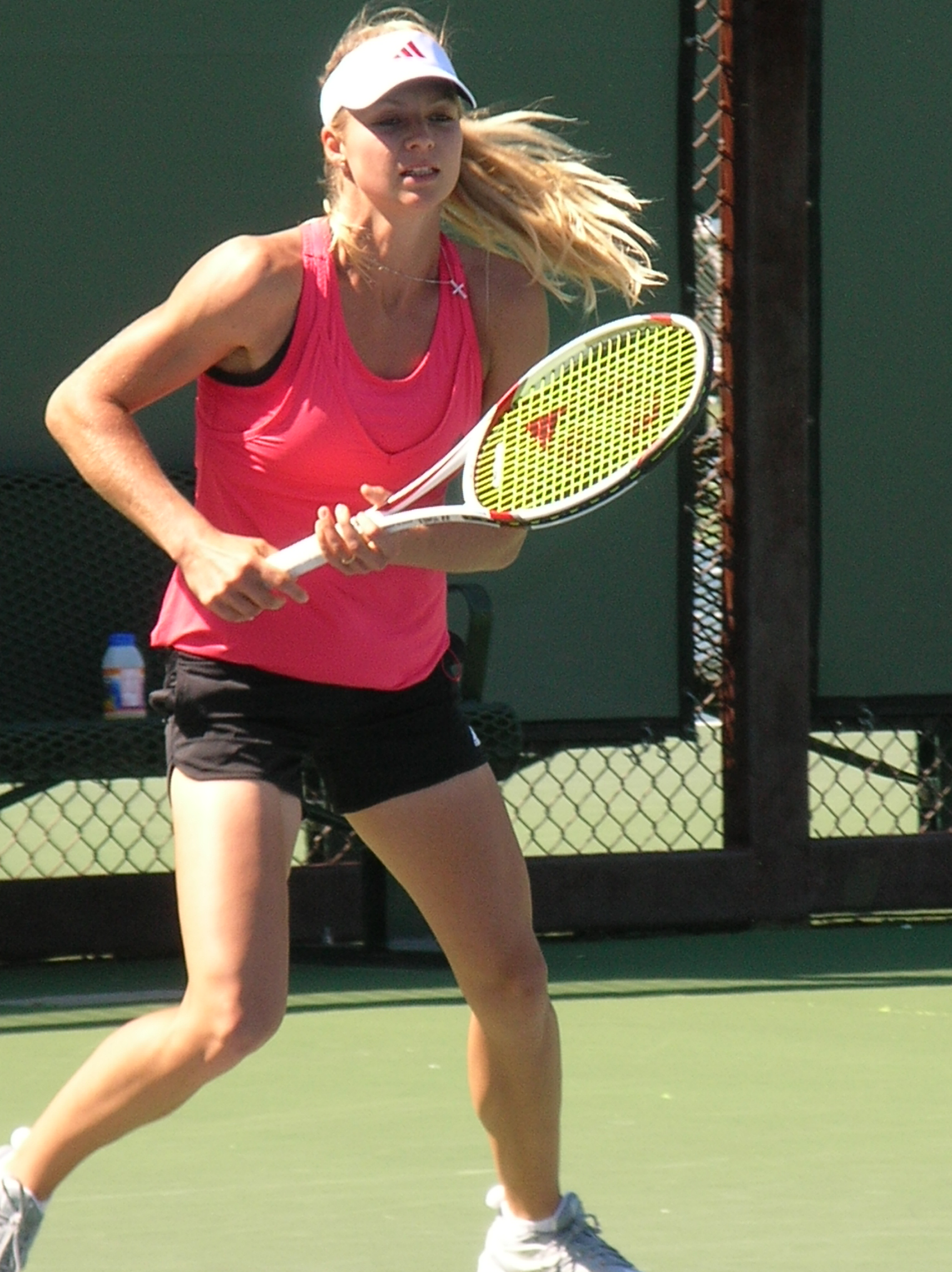
Maria Kirilenková, 2010

## Základní informace
| Rok  | datum konání                      | název                             | dějiště                                                   |
| ---- | --------------------------------- | --------------------------------- | --------------------------------------------------------- |
| 1971 | 4.–9. ledna                       | British Motor Cars Invitation     | San Francisco Civic Auditorium San Francisco, Kalifornie  |
| 1972 | 12.–15. ledna                     | British Motor Cars Invitation     | San Francisco Civic Auditorium San Francisco, Kalifornie  |
| 1973 | 15.–21. ledna                     | British Motor Cars Invitation     | San Francisco Civic Auditorium San Francisco, Kalifornie  |
| 1974 | 14.–20. ledna                     | Virginia Slims of San Francisco   | San Francisco Civic Auditorium San Francisco, Kalifornie  |
| 1975 | 6.–10. ledna                      | Virginia Slims of San Francisco   | San Francisco Civic Auditorium San Francisco, Kalifornie  |
| 1976 | 1.–7. března                      | Virginia Slims of San Francisco   | San Francisco Civic Auditorium San Francisco, Kalifornie  |
| 1977 | 28. února – 5. března             | Virginia Slims of San Francisco   | San Francisco Civic Auditorium San Francisco, Kalifornie  |
| 1978 | turnaj se nekonal                 | turnaj se nekonal                 | turnaj se nekonal                                         |
| 1979 | 8.–14. ledna                      | Avon Championships of California  | Oakland–Alameda County Coliseum Arena Oakland, Kalifornie |
| 1980 | 11. ledna                         | Avon Championships of California  | Oakland–Alameda County Coliseum Arena Oakland, Kalifornie |
| 1981 | 9–15. února                       | Avon Championships of California  | Oakland–Alameda County Coliseum Arena Oakland, Kalifornie |
| 1982 | 22.–28. února                     | Avon Championships of California  | Oakland–Alameda County Coliseum Arena Oakland, Kalifornie |
| 1983 | 21–27. února                      | Virginia Slims of California      | Oakland–Alameda County Coliseum Arena Oakland, Kalifornie |
| 1984 | 9.–15. ledna                      | Virginia Slims of California      | Oakland–Alameda County Coliseum Arena Oakland, Kalifornie |
| 1985 | 18.–25. února                     | Virginia Slims of California      | Oakland–Alameda County Coliseum Arena Oakland, Kalifornie |
| 1986 | 24. února – 2. března             | Virginia Slims of California      | Oakland–Alameda County Coliseum Arena Oakland, Kalifornie |
| 1987 | 9.–15. února                      | Virginia Slims of California      | Oakland–Alameda County Coliseum Arena Oakland, Kalifornie |
| 1988 | 15.–21. února                     | Virginia Slims of California      | Oakland–Alameda County Coliseum Arena Oakland, Kalifornie |
| 1989 | 20.–26. února                     | Virginia Slims of California      | Oakland–Alameda County Coliseum Arena Oakland, Kalifornie |
| 1990 | 29. října – 4. listopadu          | Virginia Slims of California      | Oakland–Alameda County Coliseum Arena Oakland, Kalifornie |
| 1991 | 4.–10. listopadu                  | Virginia Slims of California      | Oakland–Alameda County Coliseum Arena Oakland, Kalifornie |
| 1992 | 2–8. listopadu                    | Bank of the West Classic          | Oakland–Alameda County Coliseum Arena Oakland, Kalifornie |
| 1993 | 1–7. listopadu                    | Bank of the West Classic          | Oakland–Alameda County Coliseum Arena Oakland, Kalifornie |
| 1994 | 31. října – 6. listopadu          | Bank of the West Classic          | Oakland–Alameda County Coliseum Arena Oakland, Kalifornie |
| 1995 | 30. října – 5. listopadu          | Bank of the West Classic          | Oakland–Alameda County Coliseum Arena Oakland, Kalifornie |
| 1996 | 4.–10. listopadu                  | Bank of the West Classic          | Henry J Kaiser Arena, Oakland, Kalifornie                 |
| 1997 | 21.–27. července                  | Bank of the West Classic          | Taube Tennis Center Stanford, Kalifornie                  |
| 1998 | 27. července – 2. srpna           | Bank of the West Classic          | Taube Tennis Center Stanford, Kalifornie                  |
| 1999 | 26. července – 1. srpna           | Bank of the West Classic          | Taube Tennis Center Stanford, Kalifornie                  |
| 2000 | 24.–30. července                  | Bank of the West Classic          | Taube Tennis Center Stanford, Kalifornie                  |
| 2001 | 23.–29. července                  | Bank of the West Classic          | Taube Tennis Center Stanford, Kalifornie                  |
| 2002 | 22.–28. července                  | Bank of the West Classic          | Taube Tennis Center Stanford, Kalifornie                  |
| 2003 | 21.–27. července                  | Bank of the West Classic          | Taube Tennis Center Stanford, Kalifornie                  |
| 2004 | 12.–18. července                  | Bank of the West Classic          | Taube Tennis Center Stanford, Kalifornie                  |
| 2005 | 25.–31. července                  | Bank of the West Classic          | Taube Tennis Center Stanford, Kalifornie                  |
| 2006 | 24.–30. července                  | Bank of the West Classic          | Taube Tennis Center Stanford, Kalifornie                  |
| 2007 | 23.–29. července                  | Bank of the West Classic          | Taube Tennis Center Stanford, Kalifornie                  |
| 2008 | 12.–20. července                  | Bank of the West Classic          | Taube Tennis Center Stanford, Kalifornie                  |
| 2009 | 25. července – 2. srpna           | Bank of the West Classic          | Taube Tennis Center Stanford, Kalifornie                  |
| 2010 | 24. července – 1. srpna           | Bank of the West Classic          | Taube Tennis Center Stanford, Kalifornie                  |
| 2011 | 23.–31. července                  | Bank of the West Classic          | Taube Tennis Center Stanford, Kalifornie                  |
| 2012 | 9.–15. července                   | Bank of the West Classic          | Taube Tennis Center Stanford, Kalifornie                  |
| 2013 | 21.–28. července                  | Bank of the West Classic          | Taube Tennis Center Stanford, Kalifornie                  |
| 2014 | 26. července – 3. srpna           | Bank of the West Classic          | Taube Tennis Center Stanford, Kalifornie                  |
| 2015 | 1–9. srpna                        | Bank of the West Classic          | Taube Tennis Center Stanford, Kalifornie                  |
| 2016 | 18.-24. července                  | Bank of the West Classic          | Taube Tennis Center Stanford, Kalifornie                  |
| 2017 | 31. července – 6. srpna           | Bank of the West Classic          | Taube Tennis Center Stanford, Kalifornie                  |
| 2018 | 30. července – 5. srpna           | Silicon Valley Classic            | San José State University San José, Kalifornie            |
| 2019 | 29. července – 4. srpna           | Silicon Valley Classic            | San José State University San José, Kalifornie            |
| 2020 | zrušeno kvůli pandemii koronaviru | zrušeno kvůli pandemii koronaviru | zrušeno kvůli pandemii koronaviru                         |
| 2021 | 2.–8. srpna                       | Silicon Valley Classic            | San José State University San José, Kalifornie            |
| 2022 | 1.–7. srpna                       | Silicon Valley Classic            | San José State University San José, Kalifornie            |